# Les Porais

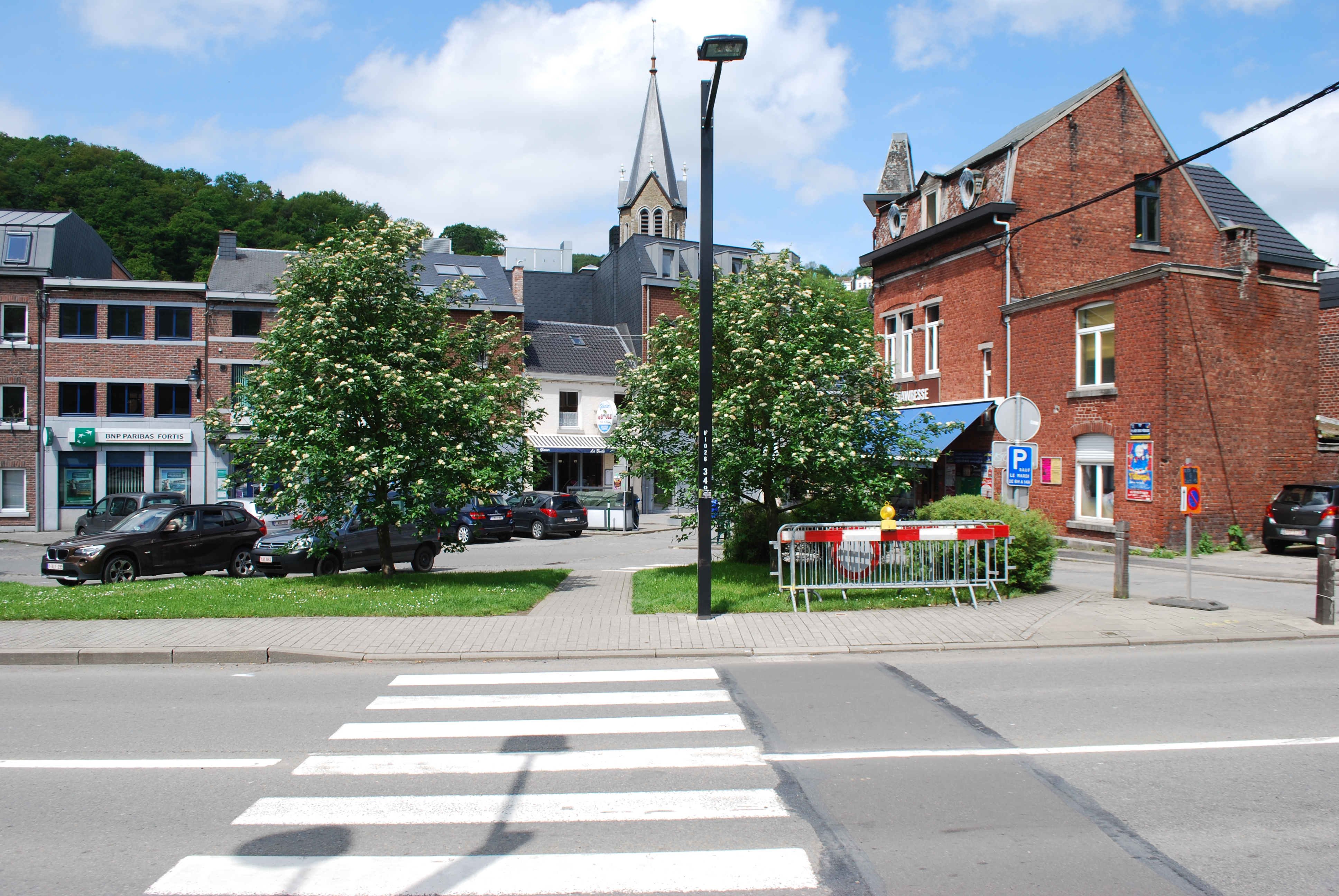
Place des Porais in Tilff, dorpsplein genoemd naar Les Porais.

Les Porais of Porês, in het Nederlands de Preistokken, zijn carnavaleske figuren in het dorp Tilff, in de gemeente Esneux (België). Zij beroepen zich op een verhaal uit de tijd van het prinsbisdom Luik, waartoe Tilff behoorde tot aan de Luikse Revolutie.

## Vertaling
Porais is het Waalse dialectwoord voor het Franse woord poireaux (preistokken).

## Volksverhaal
Ten tijde van het prinsbisdom Luik was het dorp Tilff schatplichtig aan de kanunniken van de Sint-Lambertuskathedraal in Luik. Eén tiende van de graanoogst betaalde het dorp als jaarlijkse belasting aan deze kerkelijke instelling. 
In september 1585 was de opbrengst van de graanteelt slecht in Tilff. Collar, de molenaar, was verantwoordelijk voor de kerkelijke belasting. Hij onderhandelde om in de plaats van graan, prei te bezorgen. De geestelijkheid in Luik ging akkoord. In Tilff woonde een zeker Joseph. Hij kweekte prei van enorme omvang. Daarom zou het volume van de dorpsbelasting erg groot worden. Collar onderhandelde nogmaals met Luik, met de vraag om het volume van prei te minderen. De prei was te groot en derhalve de belasting te hoog. De geestelijkheid weigerde. De boeren van Tilff, Joseph incluis, brachten vervolgens de verschuldigde prei samen op een reuzehoop op de binnenplaats van de molenaar, achter slot en grendel. ’s Nachts verdween de helft van de prei. De geestelijke die de diefstal onderzocht, riep uit naar Collar: “Het slot is niet stuk en toch verdween zoveel prei. Had deze prei dan benen?” Joseph kreeg de bijnaam Josep le Repiqueur (in het Waals: Djôzef li r’piqueû), of de man van de terugdiefstal. Zijn verhaal bleef voort verteld in het dorp.

## Carnaval
In 1952 werd de carnavalsgroep Porais de Tilff opgericht. Ze beriepen zich op het oude folkloristisch verhaal van het dorp. Het was voor hen het oudste bekende feit van fiscale fraude in België. Zij verkleden zich jaarlijks in prei met benen. Joseph le Repiqueur wordt vaak mee uitgebeeld als een reus.